# مؤسسة ابحاث البهاق
مؤسسة أبحاث البهاق اختصارًا إلى (VRF) هي منظمة غير ربحية 501 (c) 3 تركز على مرض الجلد البشري، البهاق.

## المبادرات الرئيسية
تشمل المبادرات التي أنشأتها أو دعمتها ال VRF البنك الحيوي للبهاق وCloudBank ، ورعاية اليوم العالمي للبهاق، وخريطة البهاق العالمية لمراكز أبحاث البهاق، ومجموعات دعم المرضى، ومقدمي الرعاية الصحية ذوي الصلة، ومبادرة لتسهيل التمويل الجماعي للجهود البحثية الصغيرة ذات الصلة. 

## التاريخ والحوكمة والتمويل
تأسست مؤسسة أبحاث البهاق في عام 2010 من قبل رجل الأعمال الروسي دميتري أكسينوف، الذي تعاني ابنته من البهاق، بعد أن أختتم لاحظت ان أن هناك نقصًا في الأبحاث حول المرض. وتدار المؤسسة من قبل فريق صغير من الموظفين الدائمين،  ويقودها مجلس إدارة (توريلو لوتي، أستاذ، قسم الأمراض الجلدية، جامعة ماركوني، رئيس). يقوم مجلس استشاري علمي بتقديم المشورة في القضايا العلمية.  ويقدم المجلس الاستشاري العام التابع لـ VRF المشورة للمؤسسة بشأن جوانب التعايش مع البهاق وأفضل طريقة لدعم المصابين بهذه الحالة؛  وتشمل المؤسسة أيضًا أعضاء مثل المراسل الصحفيين والمؤلف لي توماس.  وتعتمد مؤسسة الVRF بالكامل على التبرعات العامة، ولا تتلقى أي تمويل من الحكومات أو صناعة الأدوية. 

## روابط خارجية
- الموقع الرسمي